# Национален театър на Косово
Националният театър на Косово е театър в Косово, разположен в столицата на частично признатата държава Република Косово, Прищина. Това е единственият държавен театър в Косово. Той се финансира от Министерството на културата, младежта и спорта на Косово.
До 1989 г. театърът прави около 400 премиери, на които присъстват повече от 3 милиона зрители .

## История
Националният театър на Косово е създаден през 1945 г. в град Призрен и е първият професионален театър в Косово след края на Втората световна война. Първоначално се нарича „Народен провинциален театър“ и се намира в спортния център „Партизан“. Обектът е много малка обособена сцена и затова не отговаря на изискванията за театър. Основателите на първия професионален театър в Косово са Павел Вугриняк, Милан и Кика Петрович, които събират талантливи млади актьори и избират Шефкет Муслиу за театрален директор. След като театърът успява да събере трупа от 14 души и да постави 2 премиери, официалната дата на основаването му е обявена – 7 октомври 1945 г.  Първата официална премиера на театъра е представлението „Захарна топка“, последвано от 16 други успешни премиери и турнета в Косово.
През 1946 г. театърът е пренесен в Прищина, където е принуден да прекъсне дейността си във връзка с изграждането на ново театрално съоръжение. През това време младите актьори се преместват в други съществуващи театри. Две години по-късно, на 1 май 1949 г., Министерството на образованието и културата на Сърбия официално обявява възраждането на театъра . През 1951 г. е обявен Законът за провинциалния народен театър и това дава възможност театърът да се развива бързо. Привлечени са много нови актьори, които се присъединяват към театъра, но при липса на професионални режисьори, двама от тях (Абдурахман Шала и Мухаррем Кена) са обучени под ръководството на Добрица Раденкович, който ги превръща в успешни и известни театрални режисьори.
В следващите години театърът е управляван от генерални директори като Азем Шкрели и Рамиз Келменди, които развиват театрални дейности в Косово и превръщат театъра в много важен художествен институт. През 90-те години следват брутални сръбски окупационни мерки в Косово, които се отразяват и на театралните дейности. Веднага след войната името на този театър е променено от Народен провинциален театър в Народния театър на Косово .
От 1981 г. до края на войната в Косово театърът работи под ръководството на сръбския политически натиск, така че много албански артисти не са уволнени и се създават паралелни образователни домашни театри. Повечето уволнени артисти продължават кариерата си в паралелни театри, а някои от тях стават част от професионалния състав на Народния театър. През 1999 г., след приключването на Косовската война, името на театъра е променено на Национален театър на Косово. През следващите 10 години театърът става дом на много международни и национални изложби и фестивали. Въпреки обществените вълнения и политически натиск, Косовският национален театър постига много награди за творчески таланти на фестивали като фестивала „Стърджа“ в Нови Сад, „Малката сцена на експеримента“ в Сараево и много други международни театрални срещи. Театърът организира много събития, които позволяват изнасянето на международни представления на сцената в Прищина. Някои от тези особено посещавани събития: Германска седмица, Франкофонска седмица и Швейцарска седмица